# Тимишоарская прокламация
Тимишоа́рская проклама́ция (рум. Proclamația de la Timișoara) — документ, составленный 11 марта 1990 года тимишоарскими участниками Румынской революции 1989, в котором они выразили свои политические взгляды и требования. Прокламация была ответом на первую Минериаду и состояла из 13 пунктов. Восьмой пункт Тимишоарской прокламации о запрете участия в выборах бывших членов Румынской коммунистической партии был одним из главных требований Голаниады во главе с Марианом Мунтяну и Эмилем Константинеку - которая была жестоко подавлена во время третьей Минериады.